# Амбре (парфуми)
Амбре́(фр. extrait d'ambre) — у XIX столітті сорт парфумів, виготовлених із есенції сірої амбри з додаванням інших речовин: мускусу, трояндової олії тощо.
Амбре відрізняється міцним та стійким ароматом; білизна, напарфумлена амбре, зберігала запах навіть після прання з милом.
Способи приготування амбре могли відрізнятися; дешеві сорти парфумів через високу вартість амбри містили тільки її олію, та часто в них не було навіть ознак амбри.
Справжнє закордонне амбре готувалося за наступним рецептом:
- есенція амбри — 1/2 кварти;
- міцний трояндовий спирт (esprit de rose triple) — 1/4;
- есенція мускусу — 1/5;
- екстракт ванілі — 4 лота.